# Vonsild Sogn

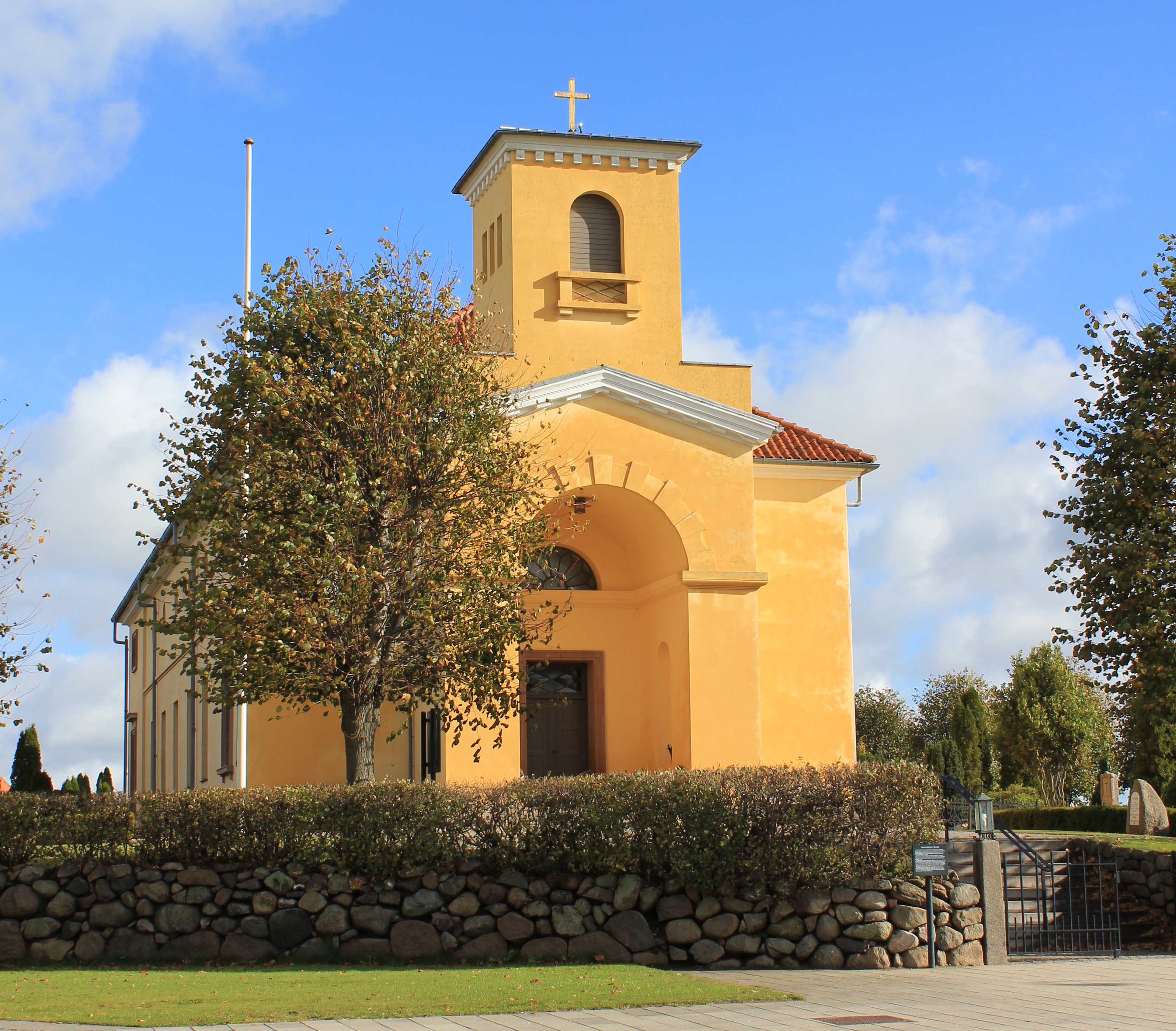
Vonsild Kirke

Vonsild Sogn (deutsch früher Wonsild) ist eine Kirchspielsgemeinde (dän.: Sogn) im südlichen Dänemark. 
Ursprünglich gehörte Vonsild zum Herzogtum Schleswig. Nach dem Deutsch-Dänischen Krieg von 1864 wurde die Gemeinde zusammen mit einigen Nachbargemeinden an Dänemark übergeben. Im Gegenzug verzichtete Dänemark auf einige Enklaven in Schleswig. Bis 1970 gehörte sie zur Harde Nørre Tyrstrup Herred im damaligen Vejle Amt, danach zur Kolding Kommune im erweiterten Vejle Amt, die im Zuge der  Kommunalreform zum 1. Januar 2007 in der „neuen“  Kolding Kommune in der Region Syddanmark aufgegangen ist.
Im Kirchspiel leben 3826 Einwohner (Stand:1. Januar 2023). Im Kirchspiel liegt die Kirche „Vonsild Kirke“.
Nachbargemeinden sind im Norden Kristkirkens Sogn und Brændkjær Sogn, im Osten Dalby Sogn, im Südosten Vejstrup Sogn, im Süden Taps Sogn, im Südwesten Ødis Sogn, im Westen Hjarup Sogn und im Nordwesten Seest Sogn.